# جان شروود (ورزشکار)
جان شروود (انگلیسی: John Sherwood؛ زادهٔ ۴ ژوئن ۱۹۴۵) ورزشکار دو و میدانی اهل بریتانیا است.